# George Eyser
George Louis Eyser, nato Georg Ludwig Friedrich Julius Eÿser (Dänisch-Nienhof, 31 agosto 1870 – Denver, 6 marzo 1919), è stato un ginnasta tedesco naturalizzato statunitense che vinse sei medaglie alle Olimpiadi del 1904 a St. Louis nonostante avesse una protesi di legno alla gamba sinistra.

## Biografia

### Primi anni

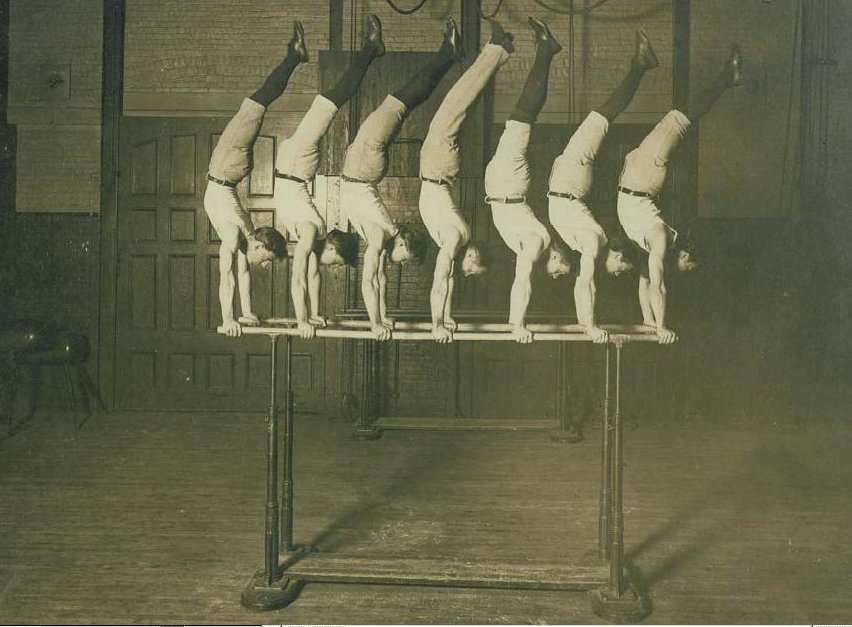
La squadra Concordia nel 1908. Eyser è quello al centro.

George Louis Eyser nacque il 31 agosto 1870 in Germania. La sua famiglia emigrò negli Stati Uniti d'America quando aveva 14 anni, stabilendosi prima in Colorado e in seguito a St. Louis in Missouri. George ottenne la cittadinanza statunitense nel 1894 e lavorò come contabile per un'impresa di costruzioni. A St. Louis inoltre entrò a far parte della squadra di ginnastica artistica Concordia Turnverein Saint Louis. In un momento imprecisato della sua giovinezza perse la gamba sinistra dopo essere stato investito da un treno ed iniziò ad usare al suo posto una protesi di legno 

### Le Olimpiadi del 1904
Nonostante la sua disabilità Eyser partecipò ai Giochi Olimpici di Saint Louis del 1904.
Quell'edizione delle Olimpiadi venne ricordata come un fiasco dal punto di vista organizzativo: le gare, inserite nel programma dell'Esposizione internazionale della Luisiana, vennero frammentate su un arco di tempo di quasi cinque mesi e la partecipazione internazionale ai Giochi fu molto ridotta, soprattutto a causa dei costi proibitivi della trasferta, e molti dei più forti atleti internazionali non vi parteciparono, cosicché la quasi totalità degli atleti (e dei vincitori di medaglie) fu statunitense.
Le gare di ginnastica vennero divise in due eventi separati, il primo tenuto agli inizi di luglio e il secondo alla fine di ottobre. Eyser partecipò ad entrambi gli eventi ma non ebbe fortuna nelle gare di luglio: il concorso individuale comprendeva sia prove di ginnastica sia gare di atletica di corsa sulle 100 iarde, salto in lungo e lancio del peso, nelle quali Eyser ottenne scarsi risultati classificandosi solo al 71º posto complessivo.
Nel concorso individuale incentrato su tre prove di ginnastica (parallele, sbarra e cavallo con maniglie) terminò invece al 10º posto.
Molto diverso fu il risultato delle prove sui singoli attrezzi della ginnastica, tenutesi il 28 ottobre.
Eyser riuscì infatti a vincere sei medaglie, di cui tre ori (volteggio al cavallo, a pari merito con il campione Anton Heida, salita alla fune e parallele), due argenti (concorso individuale su quattro attrezzi e cavallo con maniglie) e un bronzo (sbarra).
Particolarmente notevole è il fatto che al tempo la prova di volteggio si eseguiva senza pedana elastica e quindi gli atleti dovevano darsi tutta la spinta necessaria al salto solo grazie alle proprie gambe.

### Ultimi anni
Dopo le Olimpiadi Eyser continuò a fare parte della Concordia Turnverein Saint Louis, con cui vinse una competizione internazionale a Francoforte in Germania nel 1908 e il National Turnfest di Cincinnati nel 1909. Morì il 6 marzo 1919 a Denver, in Colorado.